# Joan Matamala
Joan Matamala i Flotats (Gràcia, 1893 - Barcelona, 1977) fue un pintor y escultor español, hijo del también escultor Llorenç Matamala y nieto y discípulo de Joan Flotats. 

## Biografía
Se formó en la Escuela de la Llotja (1910). Aunque destacó como escultor, cultivó también la pintura. Trabajó de aprendiz en el taller de escultura de la Sagrada Familia, la principal obra de Antoni Gaudí, bajo la dirección de su padre; a la muerte de este, en 1928 pasó a ser jefe del taller, donde continuó los trabajos escultóricos de la fachada del Nacimiento, hasta 1934. Se encargó de la ejecución de los grupos escultóricos de Jesús trabajando de carpintero, Jesús predicando en el templo, Visitación, La presentación de Jesús en el templo, Inmaculada Concepción, Esponsales de la Virgen María y San José, La barca de San José y la Coronación de María, así como las figuras de los apóstoles Bernabé, Simón, Judas Tadeo y Matías en las torres de la fachada del Nacimiento.
Dentro de la escultura destacó como retratista, lo que evidencian bustos como los de Salvador Cardenal (1920) o Margarida Xirgu (1934); en 1926, al morir Gaudí, obtuvo la mascarilla mortuoria del difunto, de la que hizo un célebre busto del arquitecto modernista. Hizo diversas exposiciones individuales desde 1920, en Barcelona, Gerona y Reus. También reunió un importante archivo documental y gráfico sobre Gaudí, que cedió en 1972 a la Real Cátedra Gaudí. Fue autor de una Historia de la Sagrada Familia.
Matamala fue el divulgador de un desconocido proyecto gaudiniano, el Hotel Atracción, del que se no se tenía noticia hasta 1956, cuando Matamala publicó una memoria titulada Cuando el Nuevo Continente llamaba a Gaudí (1908-1911), donde, junto a la explicación del proyecto, añadió varios dibujos realizados por Gaudí junto a otros que él mismo había recreado según las indicaciones de su maestro. Posteriormente, en 1960, publicó una monografía titulada Gaudí. Mi itinerario con el arquitecto.